# Бать Олексій Дмитрович
Бать Олексій Дмитрович (12.07. 1897, м. Кременець Волинської губернії, тепер Тернопільської області — після 2.06.1932 - дата смерті невідома) - український військовий та громадський діяч, інженер-економіст; член Спілки студентів в т. Орадео-Маре (Румунія).

## Біографія
Олексій Бать закінчив 1-шу Київську гімназію (1915). Навчався на фізико-математичному факультеті Петроградського університету (1915 — 1916), в Московському інституті інженерних шляхів (1916 — 1918) та на економічному факультеті УГА в Подебрадах (1923 — 1927).  Учасник українізації частин російської армії (1917). Після поразки Визвольних змагань інтернований у Румунії. 
Тема дипломної праці — “Організація місцевої влади на Радянській Україні”. Рецензію на дипломну роботу написав професор Лука Бич 8 червня 1927 року: “На думку автора, радянська влада на Радянській країні в цілому має характер влади завойовничої, отже, і місцеві органи влади її суть організації завойовників...[Автор] може виявити себе видатним робітником у вибраній ним науковій галузі”. 
Закінчив економічно-кооперативний факультет в Подебрадах.
Подальша доля невідома.

## Дивіться також
- Українська революція
- Перша світова війна